# Koronaentladung
Eine Koronaentladung (lateinisch corona ‚Krone‘, ‚Kranz‘, ‚Ring‘) ist eine elektrische Entladung in einem nicht leitenden Medium, beispielsweise in Luft. Oft kommt sie als Spitzenentladung vor. Sie ist oft mit einer Leuchterscheinung verbunden; daraus erklärt sich ihre Bezeichnung.
In der Natur wird das Phänomen vor allem bei Gewittern als Elmsfeuer bezeichnet und tritt dort beispielsweise an Schiffsmasten oder Turmspitzen auf.
In der Technik wie der elektrischen Energietechnik sind Koronaentladungen meist unerwünscht; sie zählen dort zu den Übertragungsverlusten, und man versucht, sie durch geometrische Gestaltung der elektrischen Leitersysteme zu reduzieren.
Koronaentladungen haben auch technische Nutzanwendungen wie beispielsweise die Koronabehandlung zur elektrochemischen Umwandlung bestimmter Kunststoffarten.

## Entstehung

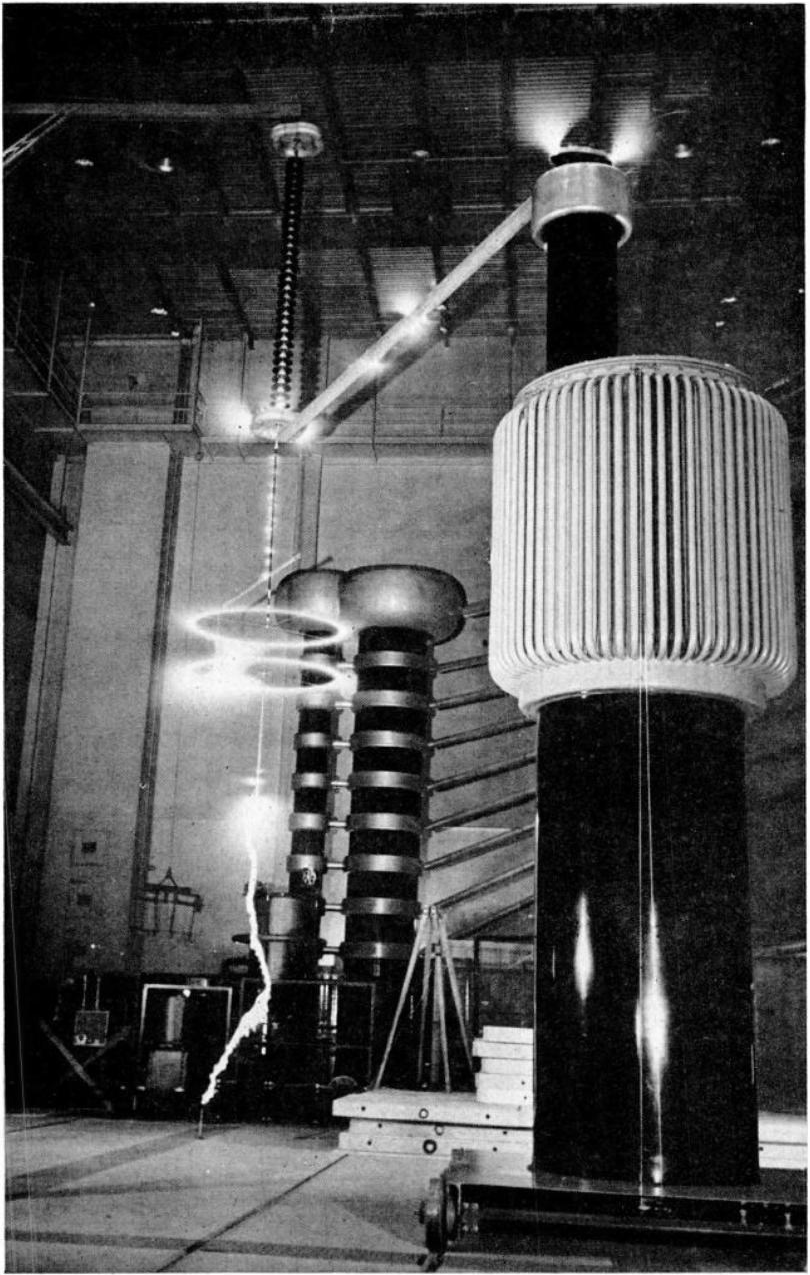
Koronaentladungen, erkennbar als helle „Büschel“ im oberen Bildbereich, in einem Hochspannungslabor

Die Entladung erfordert Ionen als Ladungsträger. Diese können entweder schon vorhanden sein (Plasma), oder sie bilden sich im Medium als Folge von Feldionisation, wenn die elektrische Feldstärke hoch genug ist (typische Größenordnung 100 kV/m).
Herrscht die hohe Feldstärke an der Oberfläche der Kathode, so kann außer Feldionisation auch Feldemission von Elektronen mit nachfolgender Stoßionisation beitragen.
Unter geeigneten Bedingungen kann eine Koronaentladung dauerhaft „brennen“. Bei noch weiterer Steigerung der Feldstärke kann sie in einen Spannungsdurchschlag oder einen Lichtbogen übergehen.

## Unerwünschte Koronaentladungen

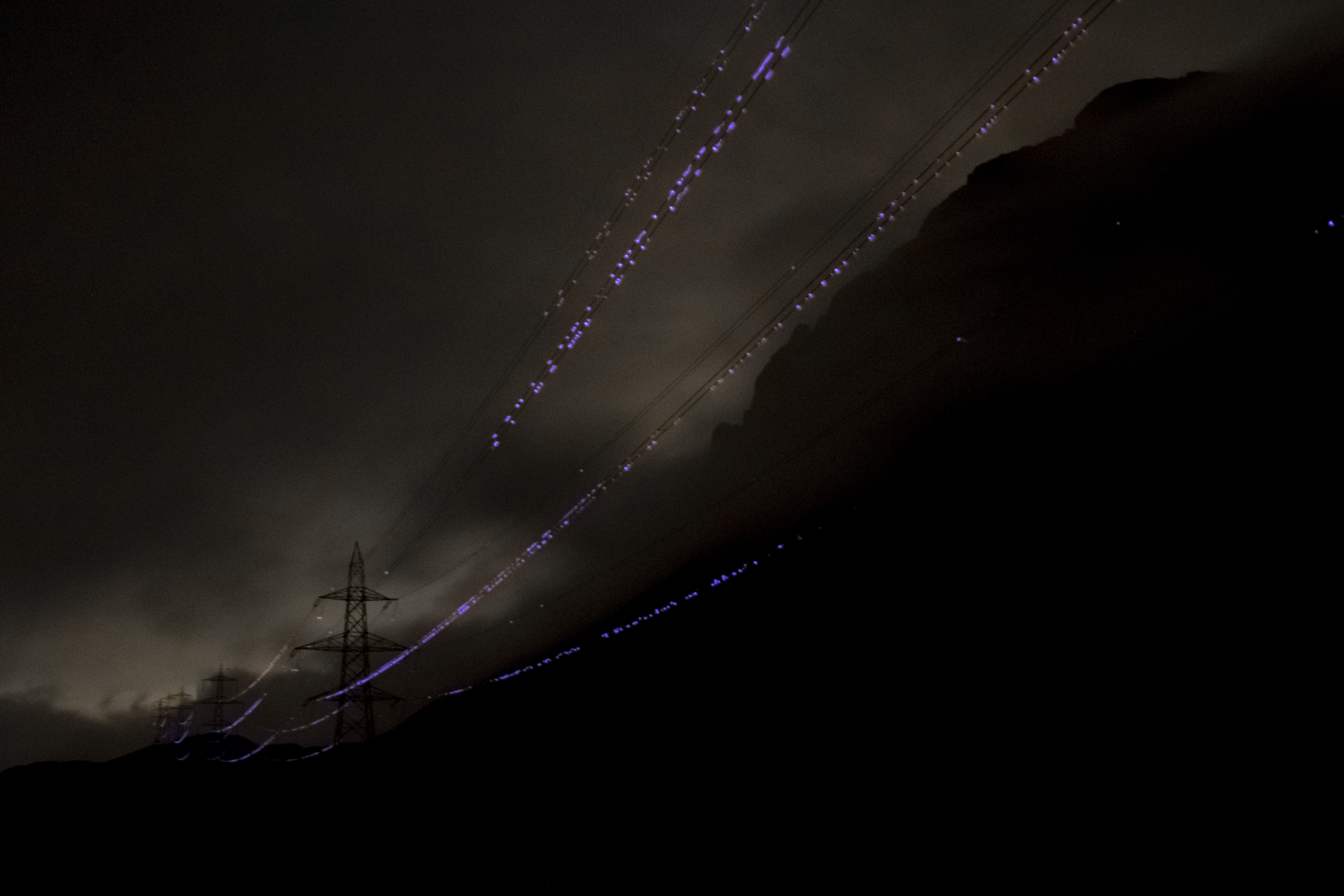
Koronaentladungen an der 380-kV-Hochspannungsleitung „Albulaleitung“ über den Albulapass (Schweiz) bei nebeligem Wetter (Langzeitbelichtung 30 Sekunden)

Bei Hochspannungs-Freileitungen stellen Koronaentladungen einen kleineren Teil der Übertragungsverluste dar. Außer Energieverlust bewirken sie Geräusche (Knistern), Funkstörungen und führen zu Aufladungen der Staubteilchen in der Luft. Zu ihrer Verringerung werden Koronaringe angebracht, Freileitungen werden als Bündelleiter (oft zwei bis vier Drähte derselben Phase in geringem Abstand nebeneinander) und mit nicht zu kleinem Durchmesser ausgeführt. Das Auftreten kann mit einer Koronakamera überwacht werden.
Die Entladungen sind auch allgemein unerwünscht bei hochspannungstechnischen Bauteilen wie z. B. Transformatoren und besonders bei Hochspannungsanwendungen, bei denen kein Ozon entstehen soll.

## Nutzungen

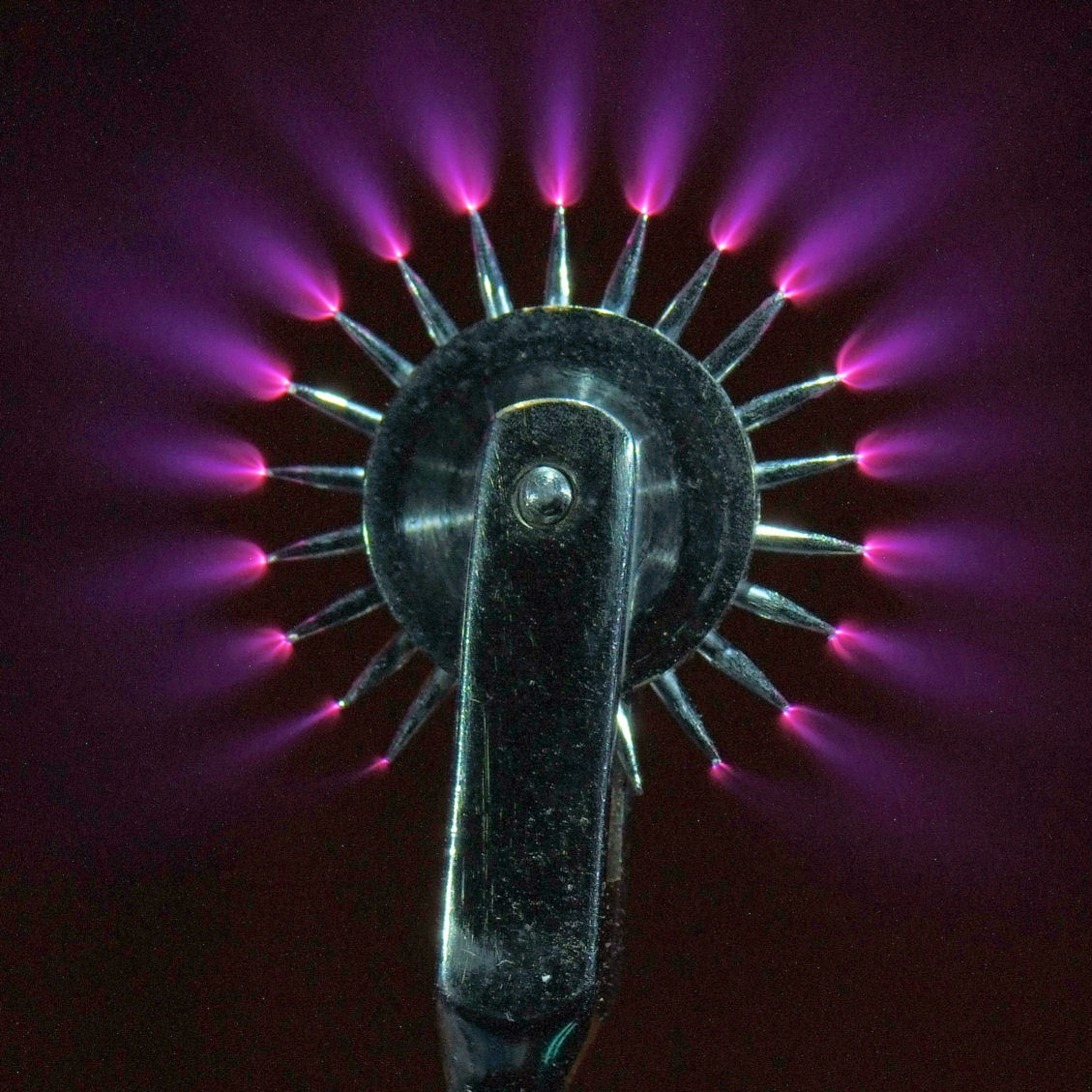
Demonstration: Koronaentladung an einem an Hochspannung gelegten Wartenbergrad

Eine Koronaentladung kann benutzt werden, um eine Isolatoroberfläche gleichmäßig elektrisch aufzuladen. In Fotokopierern und Laserdruckern zieht die Oberfläche einer Trommel, seltener eines Bandes, zu diesem Zweck nahe an einem quer zur Bewegungsrichtung gespannten Koronadraht vorbei, bevor Belichtung stellenweise die Ladung wieder abfließen lässt.
In Van-de-Graaff-Generatoren dienen Koronaentladungen zur Stabilisierung der Hochspannung, vielfach auch zur Aufladung des Bandes, das die Ladung zur Hochspannungselektrode transportiert.
Weitere Anwendungen sind:
- Elektrische Oberflächenbehandlung von Kunststofffolien, Papier und Aluminiumfolien, um diese bedruck- und klebbar zu machen (Koronabehandlung; siehe auch stille elektrische Entladung).
- Partikelentfernung aus Luft, aus Abluft industrieller Prozesse oder aus Rauchgasen mit Elektrofiltern
- Entfernung von (organischen) Verunreinigungen aus der Abluft von industriellen Prozessen
- Luftionisationsgeräte
- Ionisationsröhre
- Kirlianfotografie
- Elektrostatische Antriebe und Strömungsbeeinflussung
- Stickstofflaser
- Kühlung von elektronischen Bauelementen durch Beschleunigen der abziehenden Luftmoleküle
- Bei Tesla-Transformatoren zur Sichtbarmachung der Feldstärke
- Plasmahochtöner
- Zur Herstellung von Ozon zur Wasseraufbereitung